# کلیکاچ
کلیکاچ (به بلغاری: Klikach) یک منطقهٔ مسکونی در بلغارستان است که در استان بورگاس واقع شده‌است.